# Spiraea latifolia
Espèce
Classification phylogénétique
Spiraea latifolia, Spirée à larges feuilles ou encore Thé du Canada, est une espèce de plantes à fleurs de la famille des Rosaceae. C'est un arbuste de zone de rusticité 3 du Canada et des Etats-Unis. On le trouve le long de petits cours d'eau ou d'étangs mais aussi dans des friches au sol sec. D'une hauteur de 1,5 mètre, il a un port buissonnant.
Il est utilisé pour la renaturalisation ou en massif où il se distingue par sa floraison et sa facilité d'adaptation. Sa principale zone de distribution est le Québec. Ses premières feuilles du printemps sont consommées en infusion sous le nom de Thé du Canada avec une saveur similaire au thé de Chine mais sans caféine.